# В случае несчастья (фильм)
«В случае несчастья» (фр. En cas de malheur; итал. La ragazza del peccato) — франко-итальянский драматический кинофильм 1958 года французского режиссёра Клода Отан-Лара, снятый по мотивам одноимённого романа Жоржа Сименона.
Главные роли исполнили Жан Габен, Брижит Бардо и Франко Интерленги. Фильм был продемонстрирован на 19-м Венецианском кинофестивале. Премьера фильма во Франции состоялась 17 сентября 1958 года.

## Сюжет
Красивая, молодая (22 года) и легкодоступная девушка Иветта Моде (Брижит Бардо) со своей подругой Жанни совершает ограбление ювелирной лавки, используя игрушечный пистолет. Хозяин пытается не сопротивляться этому, однако в момент ограбления в магазин врывается жена хозяина, поднимая панику и пытаясь оказать отпор налётчицам. Иветта в состоянии растерянности ударяет жену хозяина монтировкой плашмя. Сбежав после этого с места преступления, подруги встречают в баре своего знакомого Гастона.
Иветта принимает решение обратиться к профессиональному и успешному адвокату Андре Гобийо (Жан Габен), который сначала скептически отнёсся к перспективности защиты юной красавицы, однако под её чарами меняет свою точку зрения, начиная активно защищать своего клиента. Они оплачивают фальшивые показания Гастона (согласно которым в момент ограбления Иветта со своей подругой находилась в баре), обеспечив ей алиби и выиграв это дело.
Уже женатый и немолодой Гобийо влюбляется в свою подзащитную, постоянно покидая дом для того, чтобы проводить время с ней. Однако Иветта также заводит роман с молодым студентом-медиком Манцетти (Франко Интерленги). Гобийо начинает активно ухаживать за своей возлюбленной, перевезя её в хорошую квартиру. При этом Иветта продолжает отношения с Манцетти. Адвокат быстро понимает, что его любовь ведёт двойную игру и настаивает на том, чтобы она прекратила встречи со студентом-медиком. Иветта пытается убедить Гобийо, что более не будет с ним встречаться. То же самое в письменном и устном виде она говорит и Манцетти. Студент же не хочет отпускать Иветту, продолжая встречи с ней.
У Гобийо начинаются проблемы в адвокатской деятельности, он начинает подозреваться в организации ложных показаний на суде над Иветтой Моде. Дабы избавиться от притязаний и постоянных преследований Иветты со стороны Манцетти, он перевозит её в новый дом, куда нанимает служанку, попутно давая своей официальной жене Вивиан Гобийо (Эдвиж Фёйер) понять, что он изменяет ей и планирует связать свою жизнь именно с Иветтой. Первое время Иветта держится от встреч с Манцетти, но последний продолжает преследования, в частности преследует и Андре Гобийо. Заметив один из таких эпизодов, Гобийо догоняет Манцетти и угрожает ему сдачей в полицию в случае продолжения подобного.
Примерно в эти же времена выясняется, что Иветта беременна. Гобийо рад этому. В целом, всё шло к тому, что Гобийо надеялся выстроить размеренную и спокойную жизнь со своей возлюбленной с окончательным разрывом отношений с официальной женой.
Во время похода за покупками в магазин одежды Гобийо оставляет Иветту с служанкой. Иветта приказывает служанке оставить её одну, после чего она покупает свитер для Манцетти (такой же как и у неё). С этим подарком она пришла к Манцетти, переспав с ним.
После работы Гобийо звонит на квартиру, где он жил с Иветтой, но служанка сказала, что его возлюбленной нет дома. Прибыв на эту квартиру, он также её не обнаруживает и грозит служанке увольнением, если с Иветтой что-то произойдет.
Гобийо обращается в полицию. Когда он выходит во двор полицейского участка, к нему подбегает полицейский и говорит, что Иветта найдена убитой ударом ножа в гостинице «Дюмеди» (где жил Манцетти).
Адвокат приезжает в гостиницу и в комнате, где жил студент-медик, видит окровавленное тело Иветты. Следователь рассказал, что убийцей был Манцетти, сам убийца мотивировал свой поступок нежеланием Иветты оставаться с ним более, что и вызвало в нём желание «остановить» её. После чего тело Иветты увозят на катафалке, а Гобийо покидает гостиницу и идёт в неизвестном направлении.

## В ролях
Основные:
| Актёр             | Роль                       |
| ----------------- | -------------------------- |
| Жан Габен         | адвокат Андре Гобийо       |
| Брижит Бардо      | Иветта Моде                |
| Франко Интерленги | Манцетти                   |
| Эдвиж Фёйер       | Вивиан Гобийо              |
| Николь Берже      | Жанни подруга Иветты       |
| Мадлен Барбюле    | Борденайв                  |
| Габриель Фонтан   | мадам Ланглуа              |
| Жан Клинси        | Дюре помощник Андре Гобийо |
| Мадлен Суффель    | Иветт консьержка           |
| Жюльен Берто      | инспектор полиции          |

## Съёмки и прокат
Съёмки фильма проходили с 4 ноября 1957 года по 4 февраля 1958 года. Предполагаемый бюджет фильма составил 750 тыс. долларов. Фильм был продемонстрирован на 19-м Венецианском кинофестивале, однако никаких наград фильм не получил.
17 сентября 1958 года премьера фильма состоялась во Франции, 27 апреля 1959 года в США (под названием «Любовь — моя профессия» (англ. Love Is My Profession)).
На 31 декабря 1958 года билеты на фильм в кинотеатрах Франции приобрело 3 152 082 зрителя. Доходы от проката картины в мире составили 2,5 млн долларов.

## Критика
Американский кинокритик Босли Краузер высоко оценил мастерство кинорежиссёра Клода Отан-Лара, назвав его одним из лучших режиссёров в французском кино, однако посчитал, что актёрская работа Габена и Бардо не соответствовала ожиданиям и была скучной.
Высоко оценил работу кинокритик Франсуа Трюффо, назвав этот фильм Отан-Лара одним из лучших в его деятельности и сравнив его качество с работами Жана Ануя.
Однако, поступали и претензии в использовании порнографии в фильме. Подобного рода нападки были восприняты болезненно Жаном Габеном, так как он заботился о том, в каком он предстанет образе, который его дети откроют для себя в кино, когда вырастут. Поэтому далее он не играл роли, где ему пришлось бы испытывать любовную страсть к кому-либо и целовать партнёршу.
На сентябрь 2020 года фильм имеет оценку 6,7/10 на IMDb и 82 % (3,9/5) на Rotten Tomatoes.